# RPG Maker
Az RPG Maker (japánul: RPGツクール; Ārupījī tsukūru, Árupídzsí cukúru) egy népszerű játékfejlesztő motor, melynek számos kiadása jelent meg. A japán ASCII Corporation készítette, később az Enterbrain vette át a fejlesztését. Leginkább manga stílusú, 2D-s RPG videójátékok készítésére alkalmas, de egyedi grafikai elemek, hangok és videók is importálhatók, így akár kígyó, Mario-stílusú, illetve oldalra scrollozós játékok is fejleszthetőek vele. A kész játékból a fejlesztője néhány kattintással telepítőcsomagot hozhat létre, ami így máris könnyen terjeszthetővé válik.
Több kapcsolódó kiegészítő program is létezik, és több hivatalos fórum is nap mint nap bővül a játékokat tervezni vágyó fejlesztőkkel.

## Verziók
A program kezdeti változatai csak Japánban, japán nyelven jelentek meg. Az alábbi lista a PC-re megjelent népszerűbb verziókat tartalmazza, de PlayStationre is elérhetőek egyes változatok.

### RPG Maker 95
1997-ben jelent meg, az ebben készített játékok 640x480-as felbontásúak. Az Emlékcsavar című magyar játék ezzel a motorral készült. Változata a Sim RPG Maker, ami taktikai RPG-k fejlesztésére specializálódott.

### RPG Maker 2000
Elődjéhez képest jelentős grafikai előrelépés történt, és sok újdonságot tartalmaz (pl. időjárás), ugyanakkor a fejlesztőknek alacsonyabb felbontással (320x240) kell beérnie. Beépített harcrendszere körökre osztott, az ellenség(ek) szemből látszódnak, de a játékos karakterei nem jelennek meg. (Az Amnéziában ezt a problémát egyedi animációval oldották meg.) A mai napig az egyik legnépszerűbb verzió, 2015-ben jelent meg hozzá az első hivatalos angol fordítás.

### RPG Maker 2003
Nagyban hasonlít a 2000-es változatra, azonban tartalmaz hasznos újításokat: MP3 támogatás, megnövelt maximális szint, akár 99 kép egyidejű megjelenítése. Beépített harcrendszere a Final Fantasy-kból ismert fázis módú harcrendszerre váltott, ahol a karakterek is láthatóvá váltak. 2015-től angol nyelven is hivatalosan elérhető. RPG Maker 2003-ban készült a Vén Világok Háborúja, az Obsilon sorozatok, és az összes eddig ismert Dzsembori-játék.

### RPG Maker XP
Az első RPG Maker, amiben Ruby nyelvet használhatunk, ezért programozás szempontjából sokoldalúbb elődeinél, emiatt azonban valamivel hosszabb a tanulási folyamat. Néhány korábbi, hasznos funkciót eltávolítottak, bár ezek utólag elkészültek Ruby-ban és online elérhetőek. A játékok felbontása 640x480.

### RPG Maker VXésRPG Maker VX Ace
Az RPG Maker VX angol verziója 2008. februárjában jelent meg. Az RPG Maker XP-nél felhasználóbarátabb felülettel rendelkezik. A Ruby programnyelv továbbra is a része, de a scriptrendszert átdolgozták, ami így nagyobb szabadságot ad a fejlesztőnek. Az "Ace" változat korrigálta a sima VX kezdeti hiányosságait.

### RPG Maker MV
2015. október 23-án jelent meg. A programból exportált játékok a PC mellett már Android, iOS, Mac rendszereken, továbbá webböngészőkből is játszhatóvá váltak. Ruby helyett már JavaScript programnyelvvel használható, bevezetésre került a bővítmények használata. Böngészős játék esetén az eredmények sütikben tárolódnak.

### RPG Maker MZ
Az RPG Maker játékkészítő sorozat következő kiadása, amely minimális változtatásokat tartalmaz az MV-hez képest.
Megjelenésének dátuma: 2020.08.20

## Ismertebb magyar játékok, amik RPG Makerrel készültek
- Amnézia
- Dragon Blade sorozat
- KóterGame sorozat
- A Kapu
- Cryo*Dead
- Emlékcsavar
- Erőltetett akarat
- Karácsonyi Amnézia
- Obsilon sorozat
- Vén Világok Háborúja sorozat
- Űrzavar
- A Megbízó
- Piknik sorozat
- Niton, az elveszett világ
- War&Glory sorozat
- Búsuló
- Born Tubi Wild

## Híresebb nemzetközi játékok
- Dreamland sorozat
- Unterwegs in Düsterburg
- Romancing Walker
- Vampire's Dawn
- The Way sorozat
- Ara Fell

## Hasonló programok
Hasonló program a Smile Game Builder RPG editon, Maker3D, Shpere, RPG Tool 1-2-3, Quest Maker, Game Maker és a RPG Paper Maker.